# Сребняк
Сребняк (хорв. Srebrnjak) — населений пункт у Хорватії, в Загребській жупанії у складі міста Света Неделя.

## Населення
Населення за даними перепису 2011 року становило 128 осіб.
Динаміка чисельності населення поселення:

## Клімат
Середня річна температура становить 10,25 °C, середня максимальна – 24,11 °C, а середня мінімальна – -6,00 °C. Середня річна кількість опадів – 985 мм.
| Клімат поселення                              | Клімат поселення | Клімат поселення | Клімат поселення | Клімат поселення | Клімат поселення | Клімат поселення | Клімат поселення | Клімат поселення | Клімат поселення | Клімат поселення | Клімат поселення | Клімат поселення | Клімат поселення |
| Показник                                      | Січ.             | Лют.             | Бер.             | Квіт.            | Трав.            | Черв.            | Лип.             | Серп.            | Вер.             | Жовт.            | Лист.            | Груд.            |                  |
| Середній максимум, °C                         | 5,92             | 7,76             | 12,06            | 16,37            | 21,08            | 24,11            | 23,46            | 22,87            | 19,08            | 14,04            | 8,33             | 4,46             |                  |
| Середня температура, °C                       | −0,04            | 1,79             | 6,11             | 10,40            | 15,12            | 18,16            | 19,99            | 19,41            | 15,63            | 10,58            | 4,86             | 1,00             |                  |
| Середній мінімум, °C                          | −6               | −4,2             | 0,14             | 4,44             | 9,16             | 12,19            | 16,54            | 15,94            | 12,17            | 7,12             | 1,40             | −2,45            |                  |
| Норма опадів, мм                              | 53               | 52               | 67               | 72               | 83               | 107              | 93               | 96               | 97               | 96               | 97               | 72               |                  |
| Середньомісячна швидкість вітру, м/с          | 1.60             | 1.80             | 2.20             | 2.10             | 1.98             | 1.80             | 1.70             | 1.60             | 1.52             | 1.60             | 1.70             | 1.66             |                  |
| Середньомісячна сонячна радіація, кДж/м²·день | 4131             | 6869             | 10419            | 14881            | 18986            | 20828            | 21805            | 18861            | 13976            | 8651             | 4556             | 3329             |                  |
| --------------------------------------------- | ---------------- | ---------------- | ---------------- | ---------------- | ---------------- | ---------------- | ---------------- | ---------------- | ---------------- | ---------------- | ---------------- | ---------------- | ---------------- |
| Джерело:                                      |                  |                  |                  |                  |                  |                  |                  |                  |                  |                  |                  |                  |                  |